# 980
Раннє Середньовіччя  •  Епоха вікінгів  •  Золота доба ісламу  •  Реконкіста

## Геополітична ситуація
Візантію очолює Василій II Болгаробійця. Оттон II Рудий править у Священній Римській імперії.
Західним Франкським королівством править, принаймні формально, Лотар.
Апеннінський півострів розділений між численними державами: північ належить Священній Римській імперії,  середню частину займає Папська область, на південь від Римської області  лежать невеликі незалежні герцогства, деякі області на півночі та на півдні належать Візантії, інші окупували сарацини. Південь Піренейського півострова займає Кордовський халіфат, у якому триває правління Хішама II. Північну частину півострова займають королівство Астурія і королівство Галісія та королівство Леон, де править Раміро III.
Королівство Англія очолює Етельред Нерозумний.
У Київській Русі почалося правління Володимира. У Польщі править Мешко I.  Перше Болгарське царство частково захоплене Візантією, в іншій частині править цар Самуїл. У Хорватії править король Степан Држислав.  Великим князем мадярів є Геза.
Аббасидський халіфат очолює ат-Таї, в Єгипті владу утримують Фатіміди, в Середній Азії — Саманіди, починається становлення держави Газневідів. У Китаї продовжується правління династії Сун. Значними державами Індії є Пала, Пратіхара, Чола. В Японії триває період Хей'ан.

## Події
- У Києві розпочалося правління Володимира Великого. Можливо, це сталося на два роки раніше. Володимир прийшов до Києва із зібраним у Скандинавії військом і скинув свого брата Ярополка.
- Князь Володимир узяв у дружини полоцьку княжну Рогніду, спочатку зґвалтувавши її.
- Відновилися напади вікінгів на Англію[1].
- Після смерті своїх братів Самуїл став беззаперечним царем Болгарії (західної її частини, східну захопили візантійці).
- Зникла Династія Дінь.
- Династія ранніх Ле.